# تيري كوكي (لاعب كرة قدم)
تيري كوكي (بالإنجليزية: Terry Cooke)‏ هو لاعب كرة قدم بريطاني في مركز الهجوم، ولد في 21 فبراير 1962 في ريكسهام في المملكة المتحدة. لعب مع نادي تشستر سيتي.